# Aeroporto di Arvidsjaur
L'aeroporto di Arvidsjaur (IATA: AJR, ICAO: ESNX) è uno scalo aeroportuale svedese situato a 13 km dalla cittadina (tätort) di Arvidsjaur, capoluogo amministrativo della omonima municipalità della contea di Norrbotten.
La struttura è caratterizzata da una pista più lunga della maggior parte degli aeroporti dell'interno settentrionale della Svezia, e questo consente di operare voli charter internazionali. Questo è stato uno dei motivi principali per cui i test invernali delle auto sono stati organizzati nella regione intorno ad Arvidsjaur, ora una parte importante dell'economia locale.